# Sindangwangi (Sindangwangi)
Sindangwangi is een bestuurslaag in het regentschap Majalengka van de provincie West-Java, Indonesië. Sindangwangi telt 4332 inwoners (volkstelling 2010).